# Veldrijden in het seizoen 2011-2012
Het veldritseizoen 2011-2012 begon op 10 september 2011 met de Nittany Lion Cross in het Amerikaanse Breinigsville en eindigde op 19 februari 2012 met de Internationale Sluitingsprijs in Oostmalle, België.

## UCI ranking

### Eindstanden
De landenrankings per categorie werden opgemaakt door optelling van de punten die behaald werden door de eerste drie geklasseerde renners van elk land. In het geval dat landen gelijk stonden in de stand, was de plaats van hun beste renner in de individuele stand beslissend.

#### Mannen
| Plaats | Renner              | Punten |
| ------ | ------------------- | ------ |
| 1      | Kevin Pauwels       | 2.333  |
| 2      | Sven Nys            | 2.180  |
| 3      | Zdeněk Štybar       | 1.950  |
| 4      | Niels Albert        | 1.617  |
| 5      | Tom Meeusen         | 1.505  |
| 6      | Klaas Vantornout    | 1.393  |
| 7      | Lars van der Haar   | 1.321  |
| 8      | Francis Mourey      | 1.231  |
| 9      | Bart Aernouts       | 1.224  |
| 10     | Rob Peeters         | 1.002  |
| 11     | Radomír Šimůnek     | 961    |
| 12     | Jeremy Powers       | 943    |
| 13     | Bart Wellens        | 829    |
| 14     | Steve Chainel       | 826    |
| 15     | Ryan Trebon         | 760    |
| 16     | Enrico Franzoi      | 678    |
| 17     | Simon Zahner        | 674    |
| 18     | Thijs van Amerongen | 626    |
| 19     | Mariusz Gil         | 626    |
| 20     | Timothy Johnson     | 602    |

| Plaats | Land                | Punten |
| ------ | ------------------- | ------ |
| 1      | België              | 6.130  |
| 2      | Tsjechië            | 3.270  |
| 3      | Frankrijk           | 2.610  |
| 4      | Nederland           | 2.511  |
| 5      | Verenigde Staten    | 2.305  |
| 6      | Zwitserland         | 1.776  |
| 7      | Italië              | 1.486  |
| 8      | Duitsland           | 1.408  |
| 9      | Polen               | 937    |
| 10     | Spanje              | 888    |
| 11     | Verenigd Koninkrijk | 815    |
| 12     | Canada              | 583    |
| 13     | Japan               | 422    |
| 14     | Slowakije           | 419    |
| 15     | Zweden              | 341    |
| 16     | Denemarken          | 309    |
| 17     | Luxemburg           | 244    |
| 18     | Oostenrijk          | 223    |
| 19     | Servië              | 200    |
| 20     | Kroatië             | 200    |

| Plaats | Land                | Punten |
| ------ | ------------------- | ------ |
| 1      | Nederland           | 1.982  |
| 2      | België              | 1.006  |
| 3      | Frankrijk           | 696    |
| 4      | Verenigde Staten    | 557    |
| 5      | Italië              | 516    |
| 6      | Tsjechië            | 422    |
| 7      | Zwitserland         | 387    |
| 8      | Polen               | 330    |
| 9      | Duitsland           | 276    |
| 10     | Canada              | 272    |
| 11     | Denemarken          | 259    |
| 12     | Verenigd Koninkrijk | 233    |
| 13     | Spanje              | 214    |
| 14     | Kroatië             | 155    |
| 15     | Servië              | 105    |
| 16     | Oostenrijk          | 80     |
| 17     | Zweden              | 70     |
| 18     | Luxemburg           | 55     |
| 19     | Ierland             | 45     |
| 20     | Finland             | 35     |

#### Vrouwen
| Plaats | Renster               | Punten |
| ------ | --------------------- | ------ |
| 1      | Daphny van den Brand  | 2.140  |
| 2      | Marianne Vos          | 2.100  |
| 3      | Katherine Compton     | 1.740  |
| 4      | Helen Wyman           | 1.422  |
| 5      | Lucie Chainel-Lefèvre | 1.392  |
| 6      | Sanne van Paassen     | 1.350  |
| 7      | Sanne Cant            | 1.333  |
| 8      | Kateřina Nash         | 1.290  |
| 9      | Nikki Harris          | 1.124  |
| 10     | Pavla Havlíková       | 950    |

| Plaats | Land                | Punten |
| ------ | ------------------- | ------ |
| 1      | Nederland           | 5.590  |
| 2      | Verenigde Staten    | 3.051  |
| 3      | Verenigd Koninkrijk | 3.043  |
| 4      | Frankrijk           | 2.654  |
| 5      | Tsjechië            | 2.634  |
| 6      | België              | 2.274  |
| 7      | Duitsland           | 1.174  |
| 8      | Zwitserland         | 1.093  |
| 9      | Italië              | 720    |
| 10     | Denemarken          | 714    |
| 11     | Luxemburg           | 504    |
| 12     | Japan               | 496    |
| 13     | Zweden              | 449    |
| 14     | Canada              | 399    |
| 15     | Polen               | 341    |
| 16     | Spanje              | 301    |
| 17     | Servië              | 203    |
| 18     | Kroatië             | 200    |
| 19     | Hongarije           | 200    |
| 20     | Finland             | 200    |

Ranking per het einde van het seizoen.

## Kalender
De wereldbeker wordt weergegeven in vetgedrukte tekst, de belangrijkste regelmatigheidscriteriums in cursief gedrukte tekst.
Voor de wedstrijdcategorieën, zie UCI-wedstrijdcategorieën.

### September
| Datum | Cross                                                                       | Cat. | Winnaar mannen    | Winnaar vrouwen   |
| ----- | --------------------------------------------------------------------------- | ---- | ----------------- | ----------------- |
| 10    | Nittany Lion Cross, Breinigsville                                           | C2   | Jeremy Powers     | Helen Wyman       |
| 14    | Cross After Dark Series #1 - CrossVegas, Las Vegas                          | C1   | Lars van der Haar | Kateřina Nash     |
| 17    | Cross After Dark Series #2 - StarCrossed, Redmond                           | C2   | Bart Wellens      | Kateřina Nash     |
| 17    | Charm City Cross #1, Baltimore                                              | C2   | Ian Field         | Helen Wyman       |
| 18    | Rapha Focus GP, Issaquah                                                    | C2   | Bart Wellens      | Kateřina Nash     |
| 18    | Steenbergcross, Erpe-Mere                                                   | C2   | Kevin Pauwels     |                   |
| 18    | Charm City Cross 2, Baltimore                                               | C2   | Tom Van den Bosch | Helen Wyman       |
| 18    | New England Championship Series #1 - Catamount Grand Prix, Williston        | C2   | Nicolas Bazin     | Amy Dombroski     |
| 21    | Cross After Dark Series #3 - Gateway Cross Cup, Saint-Louis                 | C2   | Jeremy Powers     | Teal Stetson-Lee  |
| 24    | USGP of Cyclocross #1 - Planet Bike Cup 1#, Sun Prairie                     | C1   | Ryan Trebon       | Kateřina Nash     |
| 24    | Grote Prijs Neerpelt, Neerpelt                                              | C2   | Sven Nys          | Sanne van Paassen |
| 24    | New England Championship Series #2 - The Nor Easter Cyclo-cross, Burlington | C2   | Ian Field         | Helen Wyman       |
| 24    | Cross Stribro (TOI TOI Cup), Stříbro                                        | C2   | Zdeněk Štybar     |                   |
| 24    | Openingsveldrit van Harderwijk, Harderwijk                                  | C2   | Lars van der Haar |                   |
| 25    | USGP of Cyclocross #2 - Planet Bike Cup #2, Sun Prairie                     | C2   | Bart Wellens      | Kateřina Nash     |
| 25    | Supercross Baden, Baden                                                     | C2   | Zdeněk Štybar     | Hanka Kupfernagel |
| 25    | Rohrbach's Ellison Park Cyclocross, Rochester                               | C2   | Nicolas Bazin     | Helen Wyman       |
| 28    | Cross Hradiste (TOI TOI Cup), Mnichovo Hradiště                             | C2   | Martin Zlámalík   |                   |

### Oktober
| Datum | Cross                                                                       | Cat. | Winnaar mannen      | Winnaar vrouwen       |
| ----- | --------------------------------------------------------------------------- | ---- | ------------------- | --------------------- |
| 1     | New England Championship Series #3 - Gran Prix of Gloucester 1, Gloucester  | C1   | Christian Heule     | Helen Wyman           |
| 1     | Cyclo-cross International Podbrezová, Podbrezová                            | C2   | Róbert Gavenda      |                       |
| 2     | Vlaamse Industrieprijs Bosduin, Kalmthout                                   | C1   | Niels Albert        | Sanne van Paassen     |
| 2     | Trofeo Rigoni di Asiago, Asagio                                             | C2   | Cristian Cominelli  |                       |
| 2     | New England Championship Series #4 - Gran Prix of Gloucester #2, Gloucester | C2   | Jeremy Powers       | Helen Wyman           |
| 8     | New England Championship Series #5 - Providence Cyclo-cross #1, Providence  | C1   | Justin Lindine      | Laura Van Gilder      |
| 8     | USGP of Cyclocross #3 - New Belgium Cup #1, Fort Collins                    | C1   | Ryan Trebon         | Kateřina Nash         |
| 8     | Cross Lostice (TOI TOI Cup), Loštice                                        | C2   | Petr Dlask          |                       |
| 9     | Cyclocross Ruddervoorde (Superprestige), Ruddervoorde                       | C1   | Niels Albert        | Helen Wyman           |
| 9     | Cross South Shields (National Trophy), South Shields                        | C2   | Thijs Al            |                       |
| 9     | New England Championship Series #6 - Providence Cyclo-cross #2, Providence  | C2   | Justin Lindine      | Mary McConneloug      |
| 9     | USGP of Cyclocross #4 - New Belgium Cup #2, Fort Collins                    | C2   | Jeremy Powers       | Katherine Compton     |
| 9     | Memorial Jonathan Tabotta, Buja                                             | C2   | Enrico Franzoi      |                       |
| 13    | Kermiscross, Ardooie                                                        | C2   | Zdeněk Štybar       |                       |
| 15    | Granogue Cross #1, Wilmington                                               | C2   | Justin Lindine      | Laura Van Gilder      |
| 15    | Cross After Dark Series #4 - Spooky Cross, Irvine                           | C2   | Ryan Trebon         | Caroline Mani         |
| 15    | IX Cyclo-cross de Villarcayo, Villarcayo                                    | C2   | Vincent Baestaens   |                       |
| 16    | Granogue Cross #2, Wilmington                                               | C2   | Justin Lindine      | Laura Van Gilder      |
| 16    | Spooky Cross, Irvine                                                        | C2   | Ryan Trebon         | Caroline Mani         |
| 16    | Cyclocross Pilsen (Wereldbeker), Pilsen                                     | CDM  | Sven Nys            | Katherine Compton     |
| 22    | VIII Cyclo-cross de Medina de Pomar, Medina de Pomar                        | C2   | Diether Sweeck      |                       |
| 23    | New England Championship Series #7 - Downeast Cyclo-cross, New Gloucester   | C2   | Justin Lindine      | Andrea Smith          |
| 23    | Internationales Radquer Uster, Uster                                        | C2   | Lukas Flückiger     |                       |
| 23    | GP de la Commune de Contern, Contern                                        | C2   | Joeri Adams         |                       |
| 23    | Cyclocross Tabor (Wereldbeker), Tabor                                       | CDM  | Kevin Pauwels       | Kateřina Nash         |
| 25    | Nacht van Woerden, Woerden                                                  | C2   | Bart Aernouts       | Daphny van den Brand  |
| 28    | Cross Hlinsko (TOI TOI Cup), Hlinsko                                        | C2   | Christoph Pfingsten |                       |
| 29    | Beacon Cross, Bridgeton                                                     | C2   | Craig Richey        | Nicole Thiemann       |
| 29    | Colorado Cross Classic, Boulder                                             | C2   | Ryan Trebon         | Katherine Compton     |
| 30    | Victory Circle Graphix Boulder Cup, Boulder                                 | C1   | Ben Berden          | Katherine Compton     |
| 30    | Cyclocross Zonhoven (Superprestige), Zonhoven                               | C1   | Niels Albert        | Sanne van Paassen     |
| 30    | Internationales Radquer Steinmaur, Steinmaur                                | C2   | Marcel Wildhaber    | Sabrina Schweizer     |
| 30    | XIX Cyclo-cross de Karrantza, Karrantza                                     | C2   | Egoitz Murgoitio    |                       |
| 30    | HPCX, Jamesburg                                                             | C2   | Lukas Winterberg    | Nicole Thiemann       |
| 30    | Cross Leicester (National Trophy), Leicester                                | C2   | Jelle Brackman      |                       |
| 30    | Valdidentro Night & Day Giro d'Italia Ciclocross, Isolaccia                 | C2   | Enrico Franzoi      |                       |
| 30    | Cross Lignières-en-Berry (Coupe de France), Lignières-en-Berry              | C2   | Francis Mourey      | Lucie Chainel-Lefèvre |

### November
| Datum | Cross                                                                              | Cat. | Winnaar mannen      | Winnaar vrouwen        |
| ----- | ---------------------------------------------------------------------------------- | ---- | ------------------- | ---------------------- |
| 1     | Koppenbergcross (GVA Trofee), Oudenaarde                                           | C1   | Kevin Pauwels       | Sanne van Paassen      |
| 1     | Trofeo Ayuntamiento de Muskiz, Muskiz                                              | C2   | Egoitz Murgoitio    |                        |
| 1     | Cyclo-cross international de Marle, Marle                                          | C2   | Francis Mourey      |                        |
| 4     | Darkhorse Cyclo-Stampede International Cyclo-cross, Covington                      | C2   | Jeremy Powers       | Katherine Compton      |
| 5     | New England Championship Series #8 - The Cycle-Smart International #1, Northampton | C2   | Luke Keough         | Kateřina Nash          |
| 5     | GP Région Wallonne, Dottignies                                                     | C2   | Niels Albert        |                        |
| 5     | Java Johnny's - Lionhearts International Cyclo-cross, Middletown                   | C2   | Ryan Trebon         | Katherine Compton      |
| 6     | Harbin Park International, Cincinnati                                              | C1   | Jeremy Powers       | Katherine Compton      |
| 6     | Int. Radquer Hittnau, Hittnau                                                      | C2   | Marcel Wildhaber    |                        |
| 6     | GP Mario De Clercq (GVA Trofee), Ronse                                             | C2   | Kevin Pauwels       |                        |
| 6     | Int. Radquerfeldein Lambach/Stadl-Paura, Stadl-Paura                               | C2   | Ondřej Bambula      |                        |
| 6     | New England Championship Series #9 - The Cycle-Smart International #2, Northampton | C2   | Luke Keough         | Kateřina Nash          |
| 6     | Europees kampioenschap, Lucca                                                      | CC   |                     | Daphny van den Brand   |
| 11    | Cyclocross Nommay, Nommay                                                          | C1   | Francis Mourey      | Lucie Chainel-Lefèvre  |
| 11    | Jaarmarktcross, Niel                                                               | C2   | Sven Nys            |                        |
| 12    | USGP of Cyclocross #5 - Derby City Cup #1, Louisville                              | C1   | Jeremy Powers       | Katherine Compton      |
| 12    | Cross Louny (TOI TOI Cup), Louny                                                   | C2   | Christoph Pfingsten |                        |
| 13    | Bollekescross (Superprestige), Hamme                                               | C1   | Zdeněk Štybar       | Daphny van den Brand   |
| 13    | USGP of Cyclocross #6 - Derby City Cup #2, Louisville                              | C2   | Jeremy Powers       |                        |
| 13    | Internationales Radquer Frenkendorf, Frenkendorf                                   | C2   | Francis Mourey      | Hanka Kupfernagel      |
| 13    | Cross Southampton (National Trophy), Southampton                                   | C2   | Floris De Tier      |                        |
| 17    | Cross Hole Vrchy (TOI TOI Cup), Holé Vrchy                                         | C2   | Christoph Pfingsten |                        |
| 19    | GP van Hasselt (GVA Trofee), Hasselt                                               | C2   | Kevin Pauwels       |                        |
| 19    | North Carolina Grand Prix #1, Hendersonville                                       | C2   | Ben Berden          | Chloe Forsman          |
| 20    | Cyclocross Asper-Gavere (Superprestige), Gavere                                    | C1   | Kevin Pauwels       |                        |
| 20    | Cross Rodez (Coupe de France), Rodez                                               | C2   | Francis Mourey      | Pauline Ferrand-Prévot |
| 20    | Kansai Cyclo-cross Yasu Round, Yasu City                                           | C2   | Keiichi Tsujiura    | Sakiko Miyauchi        |
| 20    | North Carolina Grand Pri #2, Hendersonville                                        | C2   | Ben Berden          | Chloe Forsman          |
| 25    | Jingle Cross Rock #1, Iowa City                                                    | C2   | Jamey Driscoll      | Meredith Miller        |
| 26    | Jingle Cross Rock #2, Iowa City                                                    | C2   | Todd Wells          | Teal Stetson-Lee       |
| 26    | Duinencross (Wereldbeker), Koksijde                                                | CDM  | Sven Nys            | Daphny van den Brand   |
| 27    | Jingle Cross Rock #3, Iowa City                                                    | C1   | Timothy Johnson     | Meredith Miller        |
| 27    | Cyclocross Gieten (Superprestige), Gieten                                          | C1   | Sven Nys            | Marianne Vos           |
| 27    | New England Championship Series #10 - Baystate Cyclo-cross, Sterling               | C2   | Dylan McNicholas    | Laura van Gilder       |
| 27    | Cross Derby (National Trophy), Derby                                               | C2   | Jelle Brackman      |                        |
| 27    | Kansai Cyclo-cross Nobeyama Kogen Round, Minamimaki                                | C2   | Yu Takenouchi       | Ayako Toyooka          |

### December
| Datum | Cross                                                         | Cat. | Winnaar mannen        | Winnaar vrouwen       |
| ----- | ------------------------------------------------------------- | ---- | --------------------- | --------------------- |
| 3     | Cyclocross LA #1, Los Angeles                                 | C2   | Timothy Johnson       | Meredith Miller       |
| 3     | New England Championship Series #11 - NBX GP #1, Warwick      | C2   | Luke Keough           | Andrea Smith          |
| 4     | 37. Frankfurter Rad-Cross, Frankfurt am Main                  | C2   | Christoph Pfingsten   | Marianne Vos          |
| 4     | Cyclocross LA #2, Los Angeles                                 | C2   | Ben Berden            | Meredith Miller       |
| 4     | New England Championship Series #12 - NBX GP #2, Warwick      | C2   | Christian Heule       | Andrea Smith          |
| 4     | Grand Prix Julien Cajot, Leudelange                           | C2   | Petr Dlask            |                       |
| 4     | XVIII Bryksy Cross, Gościęcin                                 | C2   | Marek Konwa           |                       |
| 4     | Ziklokross Igorre (Wereldbeker), Igorre                       | CDM  | Kevin Pauwels         |                       |
| 6     | Asteasuko XIII Ziklo-Krossa, Asteasu                          | C2   | Egoitz Murgoitio      |                       |
| 8     | Cyclocross del Ponte, Faè di Oderzo                           | C2   | Enrico Franzoi        | Jasmin Achermann      |
| 10    | USGP of Cyclocross #7 - Deschutes Brewery Cup #1, Bend        | C1   | Jeremy Powers         | Kateřina Nash         |
| 10    | Scheldecross, Antwerpen                                       | C1   | Sven Nys              | Katherine Compton     |
| 10    | Kingsport Cyclo-cross Cup, Kingsport                          | C2   | Travis Livermon       | Marne Smiley          |
| 10    | Cross Kolin (TOI TOI Cup), Kolín                              | C2   | David Kasek           |                       |
| 11    | Druivencross, Overijse                                        | C1   | Sven Nys              | Katherine Compton     |
| 11    | USGP of Cyclocross #8 - Deschutes Brewery Cup #2, Bend        | C2   | Jeremy Powers         | Kateřina Nash         |
| 11    | Cross Besançon (Coupe de France), Besançon                    | C2   | Francis Mourey        | Lucie Chainel-Lefèvre |
| 11    | Cross Bradford (National Trophy), Bradford                    | C2   | Paul Oldham           |                       |
| 17    | GP Rouwmoer (GVA Trofee), Essen                               | C1   | Bart Wellens          | Marianne Vos          |
| 18    | Cyclo-cross International Ciudad de Valencia, Valencia        | C2   | José Antonio Hermida  |                       |
| 18    | Citadelcross (Wereldbeker), Namur                             | CDM  | Sven Nys              | Marianne Vos          |
| 20    | Centrumcross, Surhuisterveen                                  | C2   | Gerben de Knegt       | Marianne Vos          |
| 23    | Cyclocross Diegem (Superprestige), Diegem                     | C1   | Niels Albert          | Marianne Vos          |
| 26    | Grand-Prix DAF Grand Garage Engel, Differdange                | C2   | Dave De Cleyn         |                       |
| 26    | Internationales Radquer Dagmersellen, Dagmersellen            | C2   | Francis Mourey        | Katrin Leumann        |
| 26    | GP Eric De Vlaeminck (Wereldbeker), Heusden-Zolder            | CDM  | Kevin Pauwels         | Marianne Vos          |
| 28    | Azencross (GVA Trofee), Loenhout                              | C1   | Niels Albert          | Marianne Vos          |
| 29    | Silvestercyclocross, Bredene                                  | C2   | Jan Denuwelaere       |                       |
| 30    | Cyclocross Leuven, Louvain                                    | C1   | Sven Nys              | Marianne Vos          |
| 30    | Memorial Romano Scotti, Rome                                  | C2   | Marco Aurelio Fontana | Vania Rossi           |
| 31    | Chicago Cyclocross Cup New Year's Resolution #1, Bloomingdale | C2   | Ryan Trebon           | Sally Annis           |

### Januari
| Datum | Cross                                                         | Cat. | Winnaar mannen    | Winnaar vrouwen      |
| ----- | ------------------------------------------------------------- | ---- | ----------------- | -------------------- |
| 1     | GP Sven Nys (GVA Trofee), Baal                                | C1   | Sven Nys          | Daphny van den Brand |
| 1     | Chicago Cyclocross Cup New Year's Resolution #2, Bloomingdale | C2   | Ryan Trebon       | Susan Butler         |
| 1     | GP Hotel Threeland, Pétange                                   | C2   | John Gadret       | Marianne Vos         |
| 2     | Cyclo Cross Bussnang, Bussnang                                | C2   | Christian Heule   |                      |
| 9     | Weversmisdagcross, Otegem                                     | C2   | Kevin Pauwels     |                      |
| 14    | 34° Gran Premio Mamma E Papa Guerciotti AM, Segrate           | C2   | Elia Silvestri    | Vania Rossi          |
| 15    | Cross Shrewsbury (National Trophy), Shrewsbury                | C2   | Liam Killeen      |                      |
| 15    | Cross Liévin (Wereldbeker), Liévin                            | CDM  | Zdeněk Štybar     | Marianne Vos         |
| 21    | Kasteelcross, Zonnebeke                                       | C2   | Rob Peeters       |                      |
| 21    | Internationale Cyclo-Cross Rucphen, Rucphen                   | C2   | Bart Aernouts     | Marianne Vos         |
| 22    | Cyclo-cross du Mingant, Lanarvily                             | C2   | Arnold Jeannesson |                      |
| 22    | Ispasterko Udala Sari Nagusia, Ispaster                       | C2   | Egoitz Murgoitio  |                      |
| 22    | GP Adrie van der Poel (Wereldbeker), Hoogerheide              | CDM  | Kevin Pauwels     | Marianne Vos         |
| 29    | Wereldkampioenschappen, Koksijde                              | CM   | Niels Albert      | Marianne Vos         |

### Februari
| Datum | Cross                                                 | Cat. | Winnaar mannen      | Winnaar vrouwen      |
| ----- | ----------------------------------------------------- | ---- | ------------------- | -------------------- |
| 1     | Parkcross, Maldegem                                   | C2   | Sven Vanthourenhout |                      |
| 4     | Krawatencross (GVA Trofee), Lille                     | C1   | Tom Meeusen         | Marianne Vos         |
| 5     | Vlaamse Aardbeiencross (Superprestige), Hoogstraten   | C1   | Tom Meeusen         | Daphny van den Brand |
| 11    | Noordzeecross (Superprestige), Middelkerke            | C1   | Zdeněk Štybar       | Daphny van den Brand |
| 12    | GP Heuts, Heerlen                                     | C1   | Kevin Pauwels       | Daphny van den Brand |
| 12    | G.P. Stad Eeklo, Eeklo                                | C2   | Sven Nys            |                      |
| 18    | Cauberg Cyclocross, Valkenburg                        | C1   | Sven Nys            | Marianne Vos         |
| 19    | Internationale Sluitingsprijs (GVA Trofee), Oostmalle | C1   | Niels Albert        | Daphny van den Brand |

## Kampioenen
| Land               | Datum            | Winnaar mannen         | Winnaar vrouwen        |
| ------------------ | ---------------- | ---------------------- | ---------------------- |
| Wereld ( Koksijde) | 29 januari 2012  | Niels Albert           | Marianne Vos           |
| Europa ( Lucca)    | 6 november 2011  |                        | Daphny van den Brand   |
|                    |                  |                        |                        |
| België             | 7-8 januari 2012 | Sven Nys               | Sanne Cant             |
| Canada             | 5 november 2011  | Chris Sheppard         | Emily Batty            |
| Denemarken         | 8 januari 2012   | Kenneth Hansen         | Nikoline Hansen        |
| Duitsland          | 7-8 januari 2012 | Christoph Pfingsten    | Hanka Kupfernagel      |
| Finland            | 2 oktober 2011   | Sami Tiainen           | Maija Rossi            |
| Frankrijk          | 7-8 januari 2012 | Aurélien Duval         | Lucie Chainel-Lefèvre  |
| Groot-Brittannië   | 7-8 januari 2012 | Ian Field              | Helen Wyman            |
| Hongarije          | 17 december 2011 | Szilárd Buruczki       | Eszter Dósa            |
| Ierland            | 7 januari 2012   | Robin Seymour          | Ciara McManus          |
| Italië             | 7-8 januari 2012 | Marco Fontana          | Eva Lechner            |
| Japan              | 11 december 2012 | Yu Takenouchi          | Ayako Toyooka          |
| Kroatië            | 8 januari 2012   | Jasmin Becirovic       | Mia Radotić            |
| Luxemburg          | 7-8 januari 2012 | Gusty Bausch           | Christine Majerus      |
| Nederland          | 7-8 januari 2012 | Lars Boom              | Marianne Vos           |
| Oostenrijk         | 8 januari 2012   | Daniel Geismayr        | Jacqueline Hahn        |
| Polen              | 8 januari 2012   | Mariusz Gil            | Olga Wasiuk            |
| Servië             | 28 januari 2012  | Bojan Djurdjic         | Jovana Crnogorac       |
| Slowakije          | 11 december 2011 | Róbert Gavenda         | Janka Števková         |
| Spanje             | 6-8 januari 2012 | Isaac Suárez Fernández | Rocio Martin Rodriguez |
| Tsjechië           | 8 januari 2012   | Zdeněk Štybar          | Martina Mikulaskova    |
| Verenigde Staten   | 6-8 januari 2012 | Jeremy Powers          | Katherine Compton      |
| Zweden             | 13 november 2012 | Magnus Darvell         | Åsa Maria Erlandsson   |
| Zwitserland        | 7-8 januari 2012 | Julien Taramarcaz      | Jasmin Achermann       |

1982-1983 · 
1983-1984 · 
1984-1985 · 
1985-1986 · 
1986-1987 · 
1987-1988 · 
1988-1989 · 
1989-1990 · 
1990-1991 · 
1991-1992 · 
1992-1993 · 
1993-1994 · 
1994-1995 · 
1995-1996 · 
1996-1997 · 
1997-1998 · 
1998-1999 · 
1999-2000 · 
2000-2001 · 
2001-2002 · 
2002-2003 · 
2003-2004 · 
2004-2005 · 
2005-2006 · 
2006-2007 · 
2007-2008 · 
2008-2009 · 
2009-2010 · 
2010-2011 · 
2011-2012 · 
2012-2013 · 
2013-2014 · 
2014-2015 · 
2015-2016 · 
2016-2017 · 
2017-2018 · 
2018-2019 · 
2019-2020 · 
2020-2021 · 
2021-2022 · 
2022-2023 ·
2023-2024 ·
2024-2025
Kampioenschappen:  Wereldkampioenschappen · 
 Europese kampioenschappen · 
 Belgische kampioenschappen · 
 Nederlandse kampioenschappen
Klassementen:  Wereldbeker · 
 Superprestige · 
 GvA Trofee ·
 TOI TOI Cup ·
 Challenge national
Overig:  Fidea Cyclocross Classics